# Dolina trwogi
Dolina trwogi, w innym przekładzie Dolina strachu (ang. The Valley of Fear) – czwarta, i zarazem ostatnia powieść autorstwa Arthura Conana Doyle’a o przygodach Sherlocka Holmesa.
Powieść była wydawana w odcinkach w latach 1914-1915 na łamach The Strand Magazine. Pierwsza edycja książkowa ukazała się 27 lutego 1915.

## Fabuła
Powieść podzielona jest, podobnie jak Studium w szkarłacie, na dwie części. W pierwszej części, do Holmesa i Watsona przychodzi zaszyfrowany list (szyfr Ottendorfa) od tajemniczego Freda Porlocka, który jest podwładnym Moriarty’ego. Z listu wynika, że niejaki John Douglas zostanie wkrótce zamordowany. Chwilę później odwiedza ich inspektor Scotland Yardu i informuje ich o śmierci pana Douglasa.
Druga część to wspomnienia Johna McMurdo, szybko awansującego brata w mafii Doliny Vermissy, działającej pod przykrywką Stowarzyszenia Braci Wolnych (masoni).

## Adaptacje filmowe
- Film niemy z 1916 r.[3]
- Tryumf Sherlocka Holmesa – film z 1935 z Arthurem Wontnerem[4]
- 1954 - skrócona wersja opowieści pt. The Case of the Pennsylvania Gun, trzeci odcinek serialu Sherlock Holmes liczącego 39 odcinków (w roli detektywa Ronald Howard)[5]
- 1968 – trzyczęściowy miniserial włoski[6]
- 1984 – film animowany, Holmesowi głosu użyczył Peter O’Toole[7]

## Tekst w oryginale na wikiźródłach
- The Valley of Fear